# VM Giornale
Il VM Giornale è stato il telegiornale trasmesso dalla rete televisiva nazionale Videomusic dal 1991 fino alla chiusura della stessa emittente, avvenuta nel 1996.

## Il notiziario
Data l'esigenza di Videomusic di trasmettere un telegiornale, in applicazione della legge Mammì che prevedeva tale obbligo per tutte le reti nazionali private italiane, l'editore dell'emittente Marialina Marcucci affidò alla giornalista de la Repubblica Daniela Brancati il compito di ideare e dirigere un notiziario per la sua emittente, che fosse orientato prevalentemente a un pubblico giovane, di un'età compresa tra i 14 e i 35 anni; la prima edizione del telegiornale andò in onda il 6 novembre 1991 sostituendo il Super Channel Headline News, notiziario prodotto a Londra per l'emittente Super Channel che dal 7 ottobre 1991 veniva trasmesso da Videomusic in attesa di proporre una testata propria; le notizie per il nuovo notiziario venivano comunque fornite da Super Channel.
Dopo due anni di direzione, Brancati venne chiamata in RAI dove le affidarono la direzione del TG3; venne sostituita così, dal primo dicembre 1994, da Tana De Zulueta, giornalista inglese già corrispondente per The Economist, che mantenne la carica solo per pochi mesi a causa di contrasti con la nuova direzione dell'emittente, passata in mano a Vittorio Cecchi Gori, che si dichiarò contrario alla presenza di una giornalista straniera alla direzione di una testata italiana. Al suo posto arrivò quindi, dall'aprile 1995, Marco Giudici, che cambiò il titolo al notiziario in VMG.
Il telegiornale andava in onda da Roma, prodotto dalla società televisiva Artes e, in seguito, dalla Cecchi Gori News & Sport. Tra i giornalisti che hanno lavorato per la testata, che in media era composta da una redazione di 15 elementi, c'erano Gianni Riotta, che confezionava servizi di costume dagli Stati Uniti d'America, Demetrio Volcic, arrivato nel 1995 con la nuova direzione di Giudici e alcuni giornalisti che poi, dopo l'acquisto di TMC da parte di Cecchi Gori, sono confluiti in TMC News, poi TG LA7, come Alessandra Sardoni, Damiano Ficoneri, Francesca Todini, Andrea Molino e Flavia Fratello, che condusse la prima edizione del tg insieme a Roberto Pavone.

### Stile e innovazione
Il telegiornale si impose nel panorama televisivo italiano con uno stile fortemente innovativo e differente da quello delle testate giornalistiche delle altre reti nazionali, anche a causa del target di riferimento di Videomusic, emittente interamente dedicata alla musica e al mondo dei ragazzi; i giornalisti si presentavano al pubblico in piedi (e non dietro una scrivania, come in tutti gli altri telegiornali), salutando con un semplice "Ciao" in luogo del convenzionale "Buongiorno", in uno studio avente come sfondo una terrazza metropolitana. Anche il ritmo che scandiva le notizie e i servizi - realizzata con una tecnica simile a quella dei videoclip musicali - era serrato, mentre i temi trattati erano prevalentemente legati al mondo dei giovani, con notizie sulla scuola, l'università, l'ecologia, la musica e il cinema, che solitamente venivano esclusi dai principali notiziari italiani.
Nel corso degli anni, la formula venne ancor di più approfondita riducendo lo spazio dei giornalisti in studio e accorciando il tempo dedicato a servizi e inchieste, fino a un massimo di un minuto e mezzo per contributo. Nel 1995 debuttò inoltre la rubrica Count Down, una sorta di tg flash che conteneva sei o sette notizie raccontate nel tempo massimo di 60 secondi, formula poi riproposta da Le iene.
Attento anche agli eventi, il telegiornale produsse degli speciali dedicati ad alcuni concerti, come il "No alla droga" voluto dal Consiglio dei Ministri trasmesso il 22 novembre 1992, o una serata di servizi e inchiesta sulla pace nel mondo in occasione della Giornata della Nazioni Unite che si tenne ad Assisi il 24 ottobre 1993.

### Collocazione oraria
Inizialmente, il notiziario veniva trasmesso tutti i giorni con due appuntamenti fissi, alle 19:30 e alle 23:30, supportato durante la giornata da dei brevissimi notiziari della durata di due minuti con cadenza oraria. Dal 18 maggio 1995 il notiziario subì un restyling, in concomitanza con la direzione di Marco Giudici, mentre nel 1996, a causa della crisi finanziaria che l'emittente stava vivendo, il telegiornale fu ridotto a una sola edizione quotidiana fino alla sua chiusura, avvenuta in concomitanza con il termine delle trasmissioni di Videomusic e l'avvio della nuova emittente TMC 2, che propose il nuovo notiziario Flash.

### Scoop e inchieste
Il notiziario nel corso degli anni suscitò l'attenzione anche per aver realizzato diversi scoop, tra i quali un'intervista a Carlo De Benedetti in cui smentì le insistenti voci in merito al suo interesse nella realizzazione di un terzo polo televisivo, o un servizio di Laura Riccetti e Roberto Pavone del 10 novembre 1995 in cui rivelarono che il latitante Delfo Zorzi, accusato di essere l'esecutore materiale della strage di Piazza Fontana, si trovava a Tokyo.
Secondo una rilevazione indipendente, il telegiornale ottenne buoni ascolti, oscillando sempre tra i 250.000 e il mezzo milione di spettatori, ma arrivando nel 1994 anche a 700.000.

## Conduttori
- Roberto Pavone
- Pierfrancesco Pangallo
- Flavia Fratello
- Lavinia Bruno
- Alessandra Livi
- Francesca Fanuele
- Luca Del Re
- Francesca Todini
- Andrea Molino
- Alessandra Sardoni

## Direttori
| Nome             | Periodo   |
| ---------------- | --------- |
| Daniela Brancati | 1991-1994 |
| Tana De Zulueta  | 1994-1995 |
| Marco Giudici    | 1995-1996 |